# Quaregna
Quaregna település Olaszországban, Piemont régióban, Biella megyében. Lakosainak száma 1428 fő (2018. január 1.). Quaregna Cossato, Piatto, Valdengo, Valle San Nicolao, Cerreto Castello és Vallanzengo községekkel határos.

## Népesség
A település lakossága az elmúlt években az alábbi módon változott:

| 2017 | 1 437 |
| 2018 | 1 428 |